# Bleek dikbekje
Het bleek dikbekje (Sporophila pileata) is een zangvogel uit de familie Thraupidae (tangaren).

## Verspreiding en leefgebied
Deze soort komt voor in noordoostelijk Bolivia, centraal en zuidelijk Brazilië, Paraguay, noordoostelijk Argentinië en Uruguay.